# Publio Manilio
Publio Manilio fue un político de la República romana que desempeñó el cargo de cónsul en el año 120 a. C., compartiendo el consulado con Cayo Papirio Carbón.

## Carrera política
Miembro de la gens Manilia, fue hijo del consular Manio Manilio. No se conocen muchos detalles sobre su carrera política más allá de su consulado, lo que sugiere que pudo haber sido un homo novus o provenir de una rama menor de la gens Manilia. Durante su magistratura, Roma seguía consolidando su poder en la península itálica y enfrentando tensiones sociales internas, aunque no se conservan fuentes que atribuyan a Manilio un papel destacado en acontecimientos específicos de ese año.